# Элкор (Миннесота)
Элкор — город-призрак, или, точнее, вымерший город в американском штате Миннесота, который был населён в период с 1897 по 1956 год. 
Он был построен в горнопромышлённом районе Месаби недалеко от города Гилберт в округе Сент-Луис. Элкор был отдельным неинкорпорированным сообществом до того, как был заброшен, и никогда не был районом, входящим в состав города Гилберт. Не учитываясь в национальной переписи населения, жители Элкора в целом считались гражданами Гилберта. Территория, где располагался Элкор, была присоединена к Гилберту, когда его существующие границы были расширены после 1969 года.
В ноябре 1890 года семь братьев Мерритт обнаружили руду около Маунтин-Айрон, что вызвало беспрецедентный приток железа в Месаби. Шахта Эльба была открыта в 1897 году, а город был застроен под руководством Дона Х. Бэкона, президента компании Minnesota Iron. Вторая шахта неподалеку, «Корсика», была открыта в 1901 году. Первоначально община называлась «Эльба» по названию первой подземной шахты (название «Элькор» было образовано позже путем объединения первых слогов названий каждой шахты). Шахты Эльба и Корсика были арендованы компанией Pickands Mather and Company после образования United States Steel Corporation  . Последовал приток людей многих национальностей и стран, и Элкор стал микрокосмом иммиграции в США, отражая культурную ассимиляцию того времени. На пике своего развития, около 1920 года, в Элкоре были две церкви, почтовое отделение, универсальный магазин, начальная школа, железнодорожная станция и собственные правоохранительные органы, а население составляло около 1000 человек.
Элкор был местом, построенным горнодобывающей компанией для добычи полезных ископаемых и размещения рабочих своих шахт. Людям разрешалось владеть своими домами, но земля, на которой стояли дома, принадлежала горнодобывающей компании . После закрытия шахты «Корсика» в 1954 году компания Pickands Mather and Company приказала жителям освободить территорию, чтобы они могли вернуть себе землю; к 1956 году Элкор был полностью заброшен  . Заброшенная недвижимость часто переходила из рук в руки в результате поглощений, слияний и банкротств. В 1993 году компания Inland Steel начала отвал вскрышных пород с нынешнего рудника Менорка на месте бывшего расположения Элкора  .